# Botanische Jahrbücher für Systematik, Pflanzengeschichte und Pflanzengeographie
Botanische Jahrbücher für Systematik, Pflanzengeschichte und Pflanzengeographie, (abreujat Bot. Jahrb. Syst.), és una revista de botànica que va ser fundada per Adolf Engler i que proposava un Anuari botànic per a la sistemàtica, filogènia de les plantes i la fitogeografia ISSN 0006-8152), va ser publicada a Leipzig, Alemanya, i ha continuat la seva publicació des de 1881 fins al 2009. El 2010, aquesta publicació va canviar de nom pel Plant diversity and evolution: Phylogeny, biogeography, structure and function. ISSN 1869-6155, amb el volum 128.